# Giles Brydges, 3. Baron Chandos

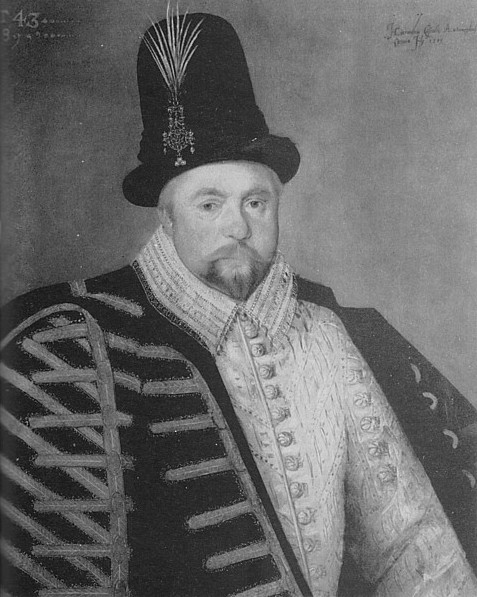
Giles Brydges, 3. Baron Chandos von Hieronimo Custodis, 1589

Giles Brydges, 3. Baron Chandos (* um 1548; † 21. Februar 1594 auf Sudeley Castle) war ein englischer Höfling in der Regierungszeit von Elisabeth I.

## Leben
Er war der ältere Sohn des Edmund Brydges, 2. Baron Chandos, aus dessen Ehe mit Hon. Dorothy Bray, Tochter des Edmund Braye, 1. Baron Braye. Brydges war im Jahr 1571 als Burgess für Cricklade in Wiltshire und von 1572 bis 1573 als Knight of the Shire für Gloucestershire Mitglied des englischen House of Commons. Beim Tod seines Vaters am 11. März 1573 erbte er dessen Adelstitel als 3. Baron Chandos und wurde dadurch Mitglied des englischen House of Lords. 1586 wurde er Lord Lieutenant von Gloucestershire. Im Jahr 1592 empfing er Königin Elisabeth auf seinem Familiensitz Sudeley Castle in Winchcombe, Gloucestershire.
Er hatte spätestens im September 1573 Lady Frances Clinton († 1623), eine Tochter des Edward Clinton, 1. Earl of Lincoln, geheiratet. Mit ihr hatte er zwei Söhne, John Brydges und Charles Brydges, die jung starben, sowie zwei Töchter Elizabeth Brydges, die Trauzeugin von Elisabeth I. war, Sir John Kennedy heiratete, aber ohne Nachkommen starb, und Catherine Brydges, die Francis Russell, 4. Earl of Bedford, heiratete, und mit diesem acht Kinder hatte.
Porträts von Chandos, seiner Frau und seiner Tochter Elizabeth, gemalt von Hieronimo Custodis, befinden sich in der Sammlung des Duke of Bedford in Woburn Abbey.
Chandos starb am 21. Februar 1594 ohne männliche Nachkommen und wurde daher von seinem Bruder William als 4. Baron Chandos beerbt. Er wurde in der Marienkapelle von Sudeley Castle begraben.